# CS Muhlenbach Lusitanos
El FC Blue Boys Muhlenbach fue un equipo de fútbol de Luxemburgo que juega en la Division Nationale, la liga de fútbol más importante del país.

## Historia
Fue fundado en el año 1932 en el distrito de Muhlenbach, en la capital Luxemburgo con el nombre FC Blue Boys Muhlenbach, pero durante la Ocupación Alemana en Luxemburgo cambiaron su nombre al de SV Muhlenbach.
Al finalizar la Segunda Guerra Mundial, el nombre fue restaurado y el club fue refundado en el 2009 con su nombre actual debido a que un año antes, el club desapareció por problemas financieros y fue adquirido por inversores de Portugal.
En la temporada 2014/15 el club cambió su nombre por el de FC Muhlenbach-Sandzak. En la temporada 2018/19 el club pasa a llamarse FC Blue Boys Muhlenbach como en sus inicios.
El club desaparece en 2020 luego de fusionarse con el FC RM Hamm Benfica.

## Palmarés
- Primera División de Luxemburgo - Grupo B: 1

2016/17